# ГЕС Baglihar
ГЕС Baglihar — гідроелектростанція на північному заході Індії у штаті Джамму та Кашмір. Знаходячись між ГЕС Ратле (вище по течії) та ГЕС Салал, входить до складу каскаду на річці Чинаб, правій притоці Сатледжу (найбільший лівий доплив Інду).
В межах проекту річку перекрили бетонною гравітаційною греблею висотою 143 метра та довжиною 363 метра, яка потребувала 2,6 млн м3 матеріалу. Вона утворила водосховище з площею поверхні 8,1 км2 та об'ємом 475 млн м3.
Зі сховища ресурс спрямовується до прокладених під правобережним гірським масивом двох дериваційних тунелів довжиною 2 км та 1,9 км з діаметрами по 10,2 метра. Вони переходять у шість коротких (біля 0,2 км кожен) напірних водоводів діаметрами по 5,5 метра. В системі також працюють два вирівнювальні резервуари висотою 77 метрів з діаметрами по 28 метрів.
Машинний зал споруджений у підземному виконанні та має розміри 221х24 метра при висоті 51 метр. Тут встановлено шість турбін типу Френсіс потужністю по 150 МВт, які працюють при напорі у 130 метрів.
Відпрацьована вода відводиться назад до річки по двом тунелям з діаметрами по 10,2 метра довжиною 0,13 км та 0,34 км.